# Сантьяго Морнинг
«Сантья́го Мо́рнинг» (исп. Club de Deportes Santiago Morning S.A.D.P.) — чилийский футбольный клуб из города Сантьяго. В настоящий момент выступает в Втором дивизионе страны (Примера B).

## История

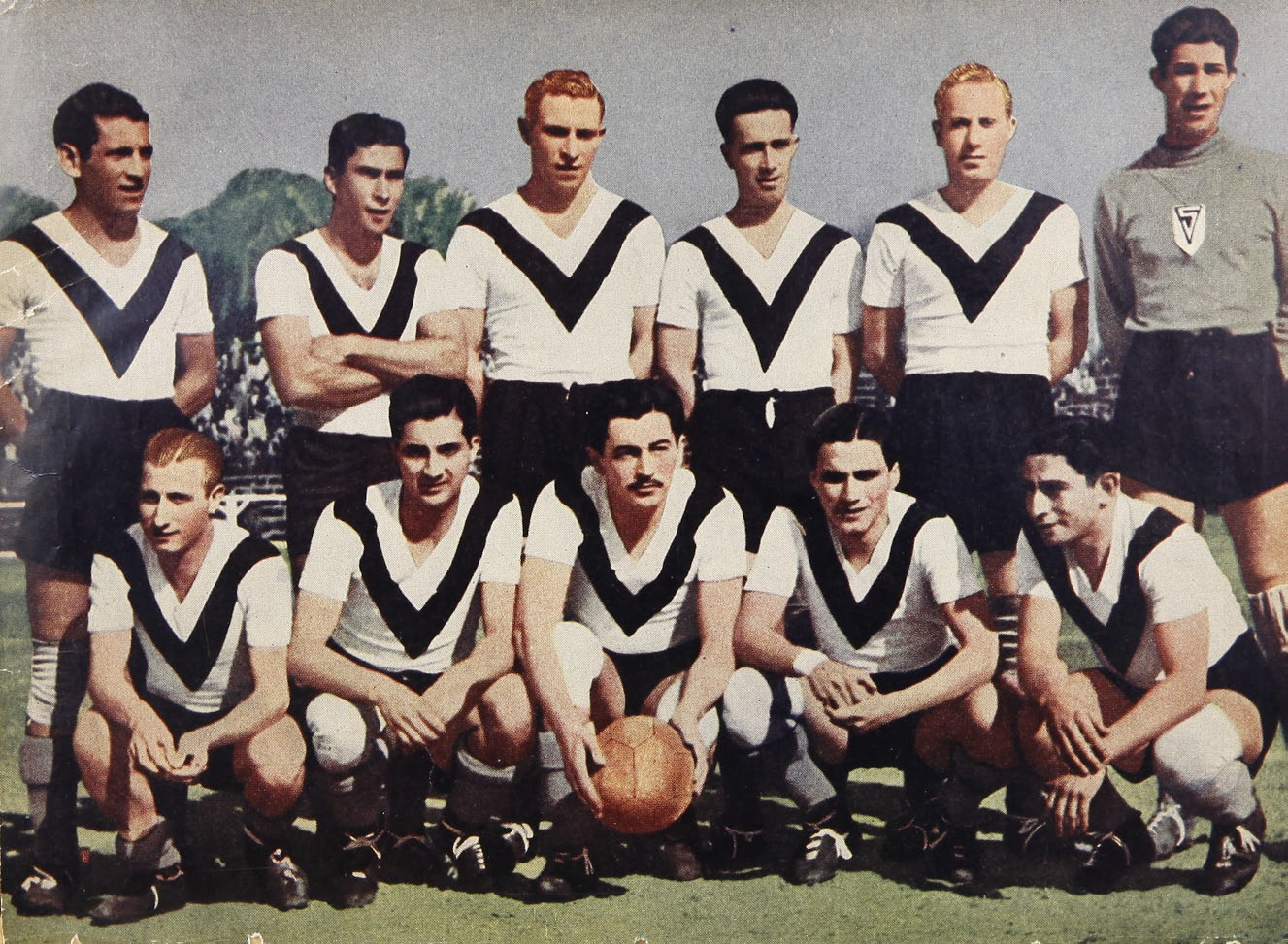
Чемпионский состав Сантьяго Морнинг в 1942 году

Команда была основана 16 октября 1903 года, группой студентов из колледжа Сантьяго под именем «ФК Сантьяго», 19 октября команда провела свой первый матч против команды преподавателей того же колледжа.
В марте 1936 года клуб объединился с клубом «Морнинг Стар» и с тех пор стал носить современное название — «Сантьяго Морнинг». В 1942 году клуб добился главного достижения в своей истории выиграв чемпионат Чили.
В 1980-е — 1990-е годы клуб пережил кризис, опустившись до третьего дивизиона. В конце 2000-х клуб вернулся в высший чилийский дивизион, в котором был крепким середняком. По итогам сезона 2011 года вылетел во Второй дивизион. В 2012 году во втором дивизионе в Апертуре клуб занял последнее 14-е место и мог вылететь, но в Клаусуре выступил успешнее, заняв восьмое место, что позволило в итоговой таблице 2012 года оказаться на 10-м месте.
В 2012 году клуб подписал контракт с воспитанником СДЮШОР петербургского «Зенита» и бывшего полузащитника ФК «Псков-747» Максима Молокоедова, который в июле 2010 года был арестован в Сантьяго за контрабанду нескольких килограммов кокаина и осуждён на 3 года. Первые два года Молокоедов играл за тюремную команду, а затем за хорошее поведение получил разрешение поехать на просмотр в «Сантьяго Морнинг», где понравился главному тренеру. После этого Молокоедов начал регулярно тренироваться с клубом на особых условиях и проводил игры во втором чилийском дивизионе. В феврале 2013 года после двух с половиной лет заключения Молокоедов вышел на свободу, получил предложение «Сантьяго Морнинг» и попросил разрешения у государственных органов остаться в Чили. Министр юстиции Чили отозвал распоряжение о выдворении Молокоедова из страны.

## Достижения
- Чемпион Чили (1): 1942
- Победитель Примеры B Чили (3): 1959, 1974, 2005
- Финалист Кубка Чили (1): 2000

## Сезоны по дивизионам
- Примера (46): 1936—1956, 1960—1969, 1975—1979, 1982, 1999—2002, 2006, 2008—2011.
- Примера B (30): 1957—1959, 1970—1974, 1980—1981, 1983, 1985, 1997—1998, 2003—2005, 2007, 2012—н.в.
- Третий дивизион (12): 1984, 1986—1996.